# La Capelle-et-Masmolène
La Capelle-et-Masmolène är en kommun i departementet Gard i regionen Occitanien i södra Frankrike. Kommunen ligger i kantonen Uzès som tillhör arrondissementet Nîmes. År 2022 hade La Capelle-et-Masmolène 421 invånare.

## Befolkningsutveckling
Antalet invånare i kommunen La Capelle-et-Masmolène
Referens:INSEE